# Khu bảo tồn quốc gia Nam Ha
Khu bảo tồn quốc gia Nam Ha là khu bảo tồn quốc gia thuộc tỉnh Luang Namtha, miền bắc Lào. Khu vực tự nhiên chủ yếu là rừng này là nơi sinh sống của nhiều nhóm dân tộc và đa dạng các loài động thực vật. Nó là một điểm đến thu hút những người yêu thích du lịch sinh thái.

## Địa lý
Khu bảo tồn quốc gia Nam Hà nằm cách 5 kilômét (3 mi) về phía tây nam của huyện Luang Namtha và nằm trên địa bàn 5 huyện của tỉnh Luang Namtha. Diện tích của khu bảo tồn này là 2.224 kilômét vuông (860 dặm vuông Anh). Tại đây có Vùng chim quan trọng Nam Ha với diện tích 1.845 kilômét vuông (710 dặm vuông Anh).
Độ cao dao động từ 500 mét (1.640 ft) cho đến điểm cao nhất đạt 2.094 mét (6.870 ft). Khu vực này có ba phụ lưu của sông Mê Kông chảy qua là Nam Tha, Nam Fa và Nam Long, trong đó Nam Tha là nhánh sông lớn đầu tiên của sông Mê Kông đoạn chạy qua Lào.

## Lịch sử
Năm 1980, Nam Ha được công nhận là khu bảo tồn cấp tỉnh. Năm 1993, Khu bảo tồn quốc gia Nam Ha được thành lập với diện tích ban đầu là 697 kilômét vuông (270 dặm vuông Anh). Nó được mở rộng thêm vào năm 1999 lên thành 2.224 kilômét vuông (860 dặm vuông Anh). Năm 2003, khu bảo tồn quốc gia Nam Ha được công nhận là Vườn di sản ASEAN, cho đến này là địa danh duy nhất tại Lào có được danh hiệu này. Năm 2006, Dự án du lịch sinh thái Nam Ha (một dự án chung giữa UNESCO và chính phủ Lào để quản lý bền vững) đã giành giải thưởng Xích đạo.

## Động thực vật
Kiểu rừng chính của Nam Ha là rừng rụng lá thứ sinh hỗn hợp bao gồm rừng thường xanh thứ sinh. Ở khu vực có địa hình thấp, cụ thể là ở đồng bằng Luang Namtha, sự điều chỉnh của con người đối với thảm thực vật và môi trường sống có thể được nhìn thấy bao gồm các rừng tre và bụi rậm.
Các loài động vật đáng chú ý tại đây gồm khỉ Macaca Assam, báo gấm, bò tót, hổ, voi và hoẵng. Đây cũng là nơi phát hiện ra loài ếch Amolops akhaorum vào năm 2007. Nó được đặt tên theo người Akha địa phương, những người đã giúp đỡ nghiên cứu thực địa của nhóm phát hiện ra loài này vào năm 2007.
Nam Ha là nơi có nhiều loài chim khác nhau, với khoảng 300 loài được ghi nhận. Một số loài tại Lào chỉ có mặt trong khu bảo tồn này như chào mào mỏ lớn, hoét đuôi dài, khướu cổ trắng.

## Đe dọa
Khu bảo tồn này đang bị đe dọa đáng kể về môi trường, nhất là tình trạng đốt nương làm rẫy. Khai thác lâm sản, bao gồm cả gỗ, cũng là một mối đe dọa. Săn bắn động vật hoang dã được thực hiện bởi cả người dân và người nước ngoài. Các loài động vật thuần hóa đi lại tự do trong tự nhiên làm xáo trộn hệ động vật hoang dã. Phát triển các đồn điền cao su khiến một diện tích lớn đất rừng đã bị đốn hạ.